# Герб Читинської області

Герб Читинської області

Герб Читинської області є символом Читинської області, прийнято 21 грудня 1995 року.

## Опис
Герб Читинської області виконаний на геральдичному щиті, що має співвідношення сторін 8:9. 
"У золотому полі червлений одноглавий орел, що летить, зі срібними лабетами й дзьобом лук, що тримає в пазурах, тятивою долілиць і стрілу зі срібним оперенням і наконечником. Напрямок польоту орла праворуч ліворуч. У нижній третині щита на почесному місці розміщений геральдичний щит герба міста Чити — адміністративного центру Читинської області, обрамлений червоної Александровській стрічкою".
При виконанні герба застосовано два геральдичні кольори (фініфті): червлень (червоний) і зелень (зелений); і два кольори металу: золото й срібло. 
- Червлень (червоний) символізує хоробрість, мужність, безстрашність
- Зелень (зелений) символізує надію, радість, достаток
- Золото — символ багатства, справедливості
- Срібло — символ добра, незалежності

Герб складений за геральдичними правилами й виконаний у стилі історичної знаково-геральдичної системи. Він є своєрідним пам'ятником історії й культури краю. 
- Центральний елемент герба, його головний символ — орел — узятий з державної печатки "Сибірські землі Даурських острогів" 1692 року, у минулому це було традицією в створенні Російських територіальних гербів.

Орел — древній офіційний символ сибірської землі. Основні східно-сибірські міста XVII- XVIII сторіч (Іркутськ і Якутськ), а також міста Нерчинського воєводства (Нерчинськ і Албазін) як свої державні символи мали зображення одноглавого орла. 
Зображення орла, що летить, символізує героїчні покоління першопрохідників, які освоювали цю землю, зводили в ній міста, поселення, будували Транссиб, охороняли й захищали рубежі Батьківщини. 
- Лук зі стрілою в пазурах орла символізує міць і недоторканність східних рубежів Росії, а положення лука тятивою долілиць означає вживання його в оборонних цілях.
- Геральдичний щит крім головного символу (орла) містить у собі геральдичний щит герба міста Чити, як центру даної території.

Щит герба обласного міста повністю ідентичний щиту історичного герба колишньої Забайкальської області, частиною якої є сучасна територія Читинськой області. 